# كيث تاكر (موسيقي)
كيث تاكر (بالإنجليزية: Keith Tucker)‏ هو موسيقي ومنتج أسطوانات ودي جيه أمريكي، ولد في 1950.

## وصلات خارجية
- الموقع الرسمي
- كيث تاكر على موقع ميوزك برينز (الإنجليزية)
- كيث تاكر على موقع ميوزك برينز (الإنجليزية)
- كيث تاكر على موقع أول ميوزيك (الإنجليزية)
- كيث تاكر على موقع أول ميوزيك (الإنجليزية)
- كيث تاكر على موقع ديسكوغز (الإنجليزية)
- كيث تاكر على موقع ديسكوغز (الإنجليزية)
- كيث تاكر على موقع ديسكوغز (الإنجليزية)